# Northern Knights d'Anchorage
 (mars 2024).
Si vous disposez d'ouvrages ou d'articles de référence ou si vous connaissez des sites web de qualité traitant du thème abordé ici, merci de compléter l'article en donnant les références utiles à sa vérifiabilité et en les liant à la section « Notes et références ».
Les Northern Knights d'Anchorage (en anglais : Anchorage Northern Knights) sont une ancienne équipe américaine de basket-ball, basée à Anchorage en Alaska. Elle a existé de 1977 à 1982, évoluant en Eastern Basketball Association (1977-1978), devenue la Continental Basketball Association (1978-1982).

## Palmarès
- Vainqueur de la Continental Basketball Association : 1980
  - Finaliste : 1979